# Tohannic
 (février 2024).
Si vous disposez d'ouvrages ou d'articles de référence ou si vous connaissez des sites web de qualité traitant du thème abordé ici, merci de compléter l'article en donnant les références utiles à sa vérifiabilité et en les liant à la section « Notes et références ».
Tohannic est un quartier de la ville française de Vannes. Il est situé à l'est de la ville et accueille les locaux de l'Université de Bretagne-Sud (UBS). C'est également le pôle technologique de la ville : de nombreuses entreprises y sont implantées, à proximité de l'institut de recherche en informatique et systèmes aléatoires (anciennement Valoria).

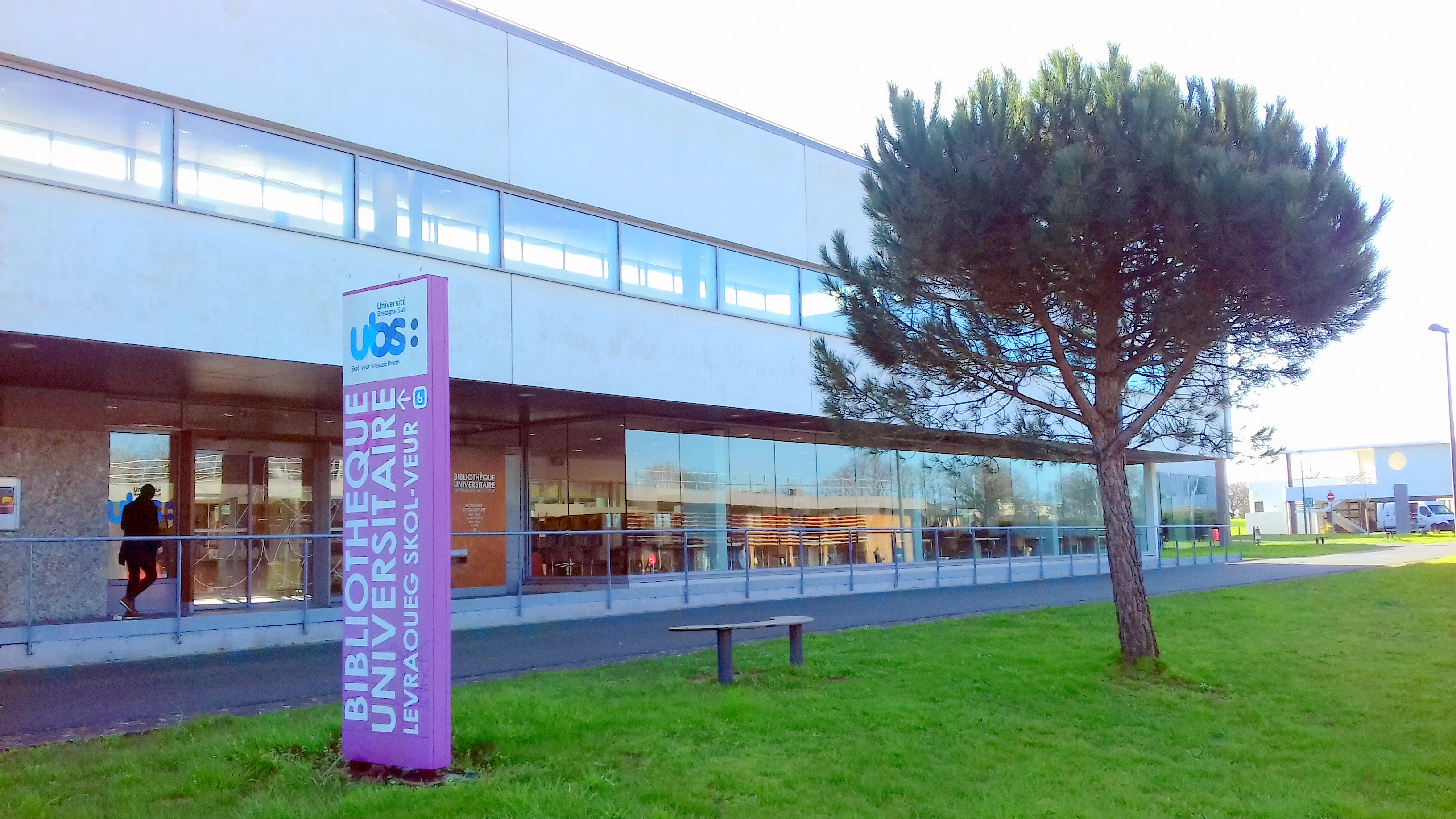
La bibliothèque universitaire de l'Université de Bretagne-Sud dans le quartier de Tohannic.